# 蒋壹
蒋壹（？—222年），三国孫吳大将蒋钦之子。
蒋钦卒，凭借父亲的功绩被后封为宣城侯，跟随陆逊参加夷陵之战，领兵拒刘备有功，还赴南郡，与魏交战，临阵卒（可能是临阵战死）。蒋壹死后无子，弟蒋休领兵，后有罪被免职。